# Jürgen Blin
Jürgen Blin (Fehmarn, 7 aprile 1943 – Reinbek, 7 maggio 2022) è stato un pugile tedesco, campione europeo dei pesi massimi nel 1972. Ha combattuto contro gli italiani Giulio Rinaldi, Giulio Saraudi, Piero Del Papa e Bepi Ros, nonché contro Muhammad Ali nel dicembre 1971.

## Biografia

### Carriera da dilettante
Nel 1964 è campione nazionale della Germania Ovest nei pesi massimi. A rappresentare la squadra tedesca alle Olimpiadi di Tokyo gli viene preferito il trentenne Hans Huber, che vincerà la medaglia d'argento perdendo in finale da Joe Frazier.

### Carriera da professionista
Esordisce nel pugilato professionistico, nel 1964, nei pesi mediomassimi. Dopo 13 vittorie, un pari e tre sconfitte, il 3 settembre 1966 affronta a Berlino l'ex campione europeo Giulio Rinaldi, strappando un pari. Tre settimane dopo, a Roma, è sconfitto ai punti in 8 riprese da Giulio Saraudi. Successivamente tenta due volte la scalata al titolo nazionale dei pesi massimi contro Gerard Zech, scendendo dal ring in entrambi i casi con due verdetti di parità che lasciano il titolo nei guantoni del detentore. 
L'11 novembre 1967, a Berlino, perde ai punti in 10 riprese dal campione europeo dei mediomassimi Piero Del Papa, in un match senza titolo in palio perché combattuto nella categoria superiore. Nel dicembre dello stesso anno, a Colonia, batte ai punti il promettente Bepi Ros. Cinque mesi dopo, conquista finalmente la cintura tedesca dei pesi massimi, battendo a Berlino Gerard Zech, ai punti in dodici riprese. Questo successo lo fa ammettere alla semifinale per il titolo europeo contro il campione d'Italia Piero Tomasoni. E' sconfitto a Brescia per squalifica al secondo round. Il 1º novembre 1968 è costretto a cedere il titolo nazionale a Peter Weiland, ai punti.
Nel 1969, Blin batte Rinaldi, ancora Zech e il quotato connazionale Wilhelm von Homburg. Il 22 giugno 1970 ha la chance di conquistare la cintura europea ma perde ai punti a Barcellona dallo spagnolo José Manuel Urtain. Perde una nuova chance l'11 maggio dell'anno successivo, a Londra sconfitto ai punti da Joe Bugner. Il 26 dicembre 1971 subisce una dura punizione dal grande Muhammad Ali che, all'Hallenstadion di Zurigo, lo mette KO alla settima ripresa.
Finalmente, 9 giugno 1972, a Madrid, riesce a conquistare la cintura europea, prendendosi la rivincita sul basco  Manuel Urtain, ai punti in quindici riprese. La cede alla prima difesa, al micidiale britannico Bugner che, all'Earls Court Arena, nel distretto di Kensington, a Londra, lo mette KO all'ottava ripresa.
Combatte per l'ultima volta a Denver il 4 ottobre 1973, perdendo per Knock-out tecnico al secondo round dal quotato statunitense Ron Lyle, futuro sfidente mondiale di Muhammad Ali e avversario di George Foreman, per il titolo nordamericano.